# Efeminação
Efeminação é um termo usado para descrever um padrão de comportamento social que é definido pela presença de características típicas das mulheres ou meninas em um homem ou menino. A efeminação concentra uma série de características de comportamento social em que se adota o comportamento e expressão de gênero socialmente atribuídos ao gênero feminino.

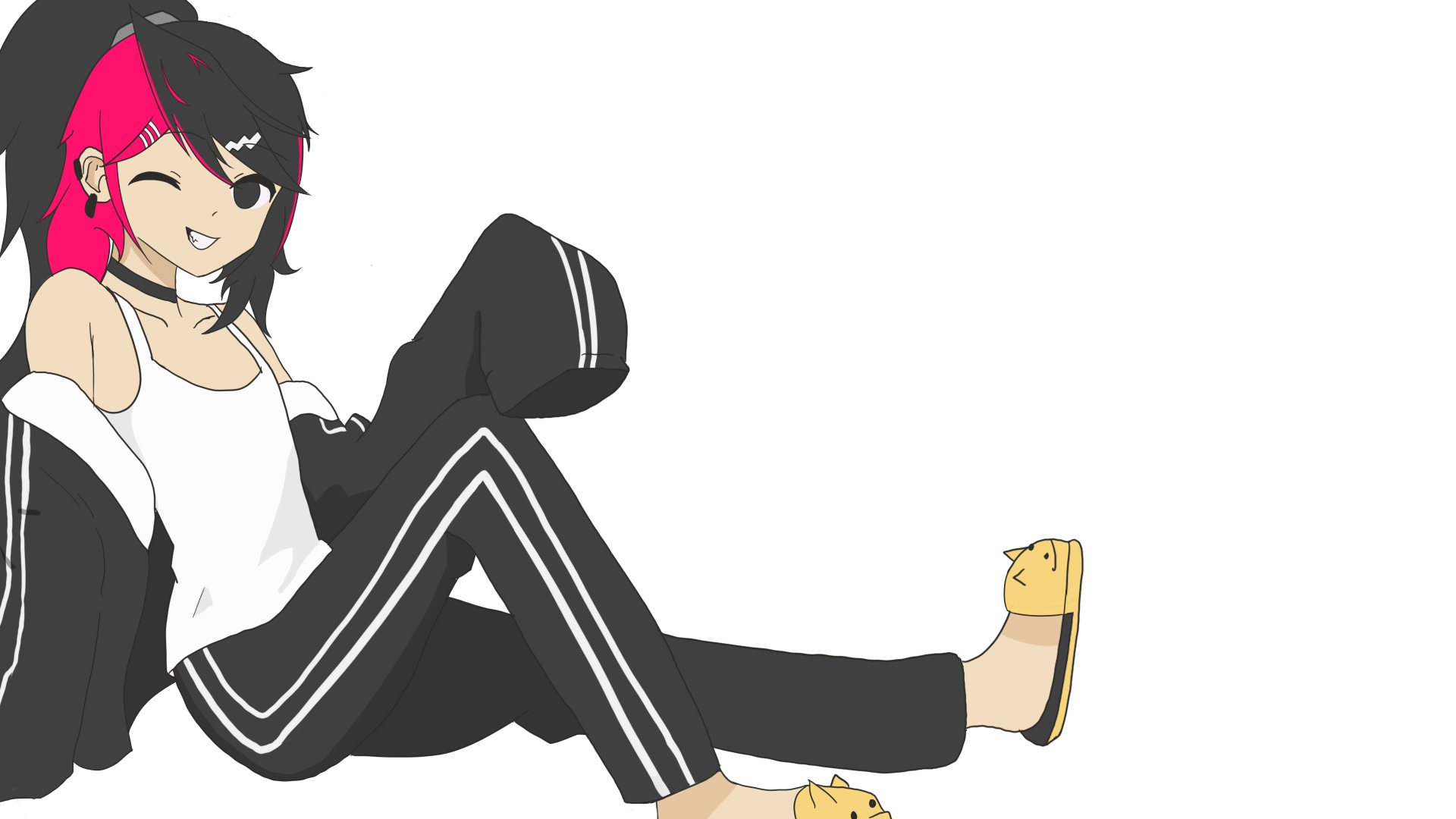
Um desenho de influenciador "Master Skye", muitas vezes associado com características femininas.

## Percepção social
Dentro da percepção social, a efeminação se traduz como o objeto ou pessoa que é feminino na expectativa de ser masculino, normalmente utilizado com um carácter misógino para classificar os homens dentro dos parâmetros da masculinidade convencional. Dentro dos parâmetros da feminilidade na relação com uma identidade masculina, tradicionalmente, tendem a relacionar diferentes características como sobrerefinamiento, a delicadeza, a gentileza e a compaixão (características relacionadas convencionalmente com a natureza feminina). A percepção social frequentemente relaciona a orientação sexual gay e as mulheres transgênero com o efeminado de uma pessoa, assumindo errônemente que a efeminação é um atributo exclusivo de homens gays (especialmente aqueles passivos) e das mulheres transgênero; comparando a efeminação de homens gays e bissexuais, e mulheres trans, com o comportamento tradicional em alguns homens heterossexuais e cisgênero.